# Burgvogt
Der Burgvogt war der Verwalter einer Burg. 

## Aufgaben und Befugnisse
Der Burgvogt organisierte das Leben auf einer Burg, die allgemeinen Abläufe, die Wirtschaft und die militärische Verteidigung. Außerdem leitete er die Rechtssprechung in einem Burgbezirk, also in der Burg und der zu ihr gehörenden Umgebung.

## Geschichte
Die Verwaltung von Burgen wurden seit dem frühen Mittelalter von Burghauptmännern, auch Kastellanen genannt, geleitet. Daraus entwickelten sich die Begriffe Burgvoigt, der besonders die organisatorische und rechtliche  Leitung innehatte, und Burggraf, der über ein größeres Territorium um eine Burg, die Burggrafschaft, herrschte.
Der Titel eines Burgvogtes behielt auch nach dem Mittelalter seine Bedeutung, als einflussreicher Verwalter einer Burg oder eines Schlosses, etwa bis zum Ende des 18. Jahrhunderts.
In der Gegenwart ist Burgvogt die Bezeichnung für den Verwalter einer Burg, die meist touristischen Zwecken dient.